# Бражник кульджинский
Бражник кульджинский (Sphingonaepiopsis kuldjaensis) — ночная бабочка из семейства бражников (Sphingidae).

## Описание
Размах крыльев 30—34 мм. Тело и передние крылья серо-коричневого цвета. На передних крыльях проходит буроватая перевязь по центру крыла, на которой выделяются светлый поперечный и темный продольный штрихи. Задние крылья обширным охристым полем.

## Ареал
Распространен в Узбекистане (в Западном Тянь-Шане, на Зарафшанском хребте), Таджикистане, Кыргызстане, Казахстане, Китае (Синьцзян).
Бабочки населяют среднегорные (1000—2500 метров над уровнем моря) сухие разнотравные степи с древесно-кустарниковой растительностью, хорошо прогреваемые сухие участки. Встречаются, преимущественно, локальные популяции.

## Биология
Развивается одно полное поколение за год, второе является частичным. Бабочки активны в сумеречное и ночное время. Время лёта в апреле-июне (первое поколение) и в июле-сентябре, иногда в октябре (второе поколение). Гусеницы развиваются в мае-июне и в августе-сентябре. Кормовые растения гусениц — подмаренник (Galium) и растения семейства Rubiaceae. Окукливание происходит в верхнем слое почвы. Зимуют куколки первого (частично) и второго поколений.

## Замечания по охране
Численность незначительная (составляет до 10—20 учтенных особей за сезон). В целом встречаются лишь единичные особи. Занесен в Красную книгу Узбекистана (2 категория — уязвимые виды: сокращающиеся в численности, естественно редкие). Основные лимитирующие факторы: хозяйственная деятельность человека и уничтожение природных мест обитания вида .